# Méliphage carillonneur
Anthornis melanura
Espèce
Statut de conservation UICN

 LC  : Préoccupation mineure
Le Méliphage carillonneur (Anthornis melanura) est une espèce de passereau de la famille des Meliphagidae. Il vit en Nouvelle-Zélande. Son nom natif est Korimako. Il est aujourd'hui l'unique espèce vivante de son genre.

## Nidification
Il est capable de changer son comportement de nidification pour se protéger des prédateurs.

## Sous-espèces
D'après Alan P. Peterson, il existe 4 sous-espèces dont une est aujourd'hui éteinte :
- Anthornis melanura melanocephala† G.R. Gray, 1843 ;
- Anthornis melanura melanura (Sparrman, 1786) ;
- Anthornis melanura obscura Falla, 1948 ;
- Anthornis melanura oneho J.A. Bartle & P.M. Sagar, 1987.

## Galerie

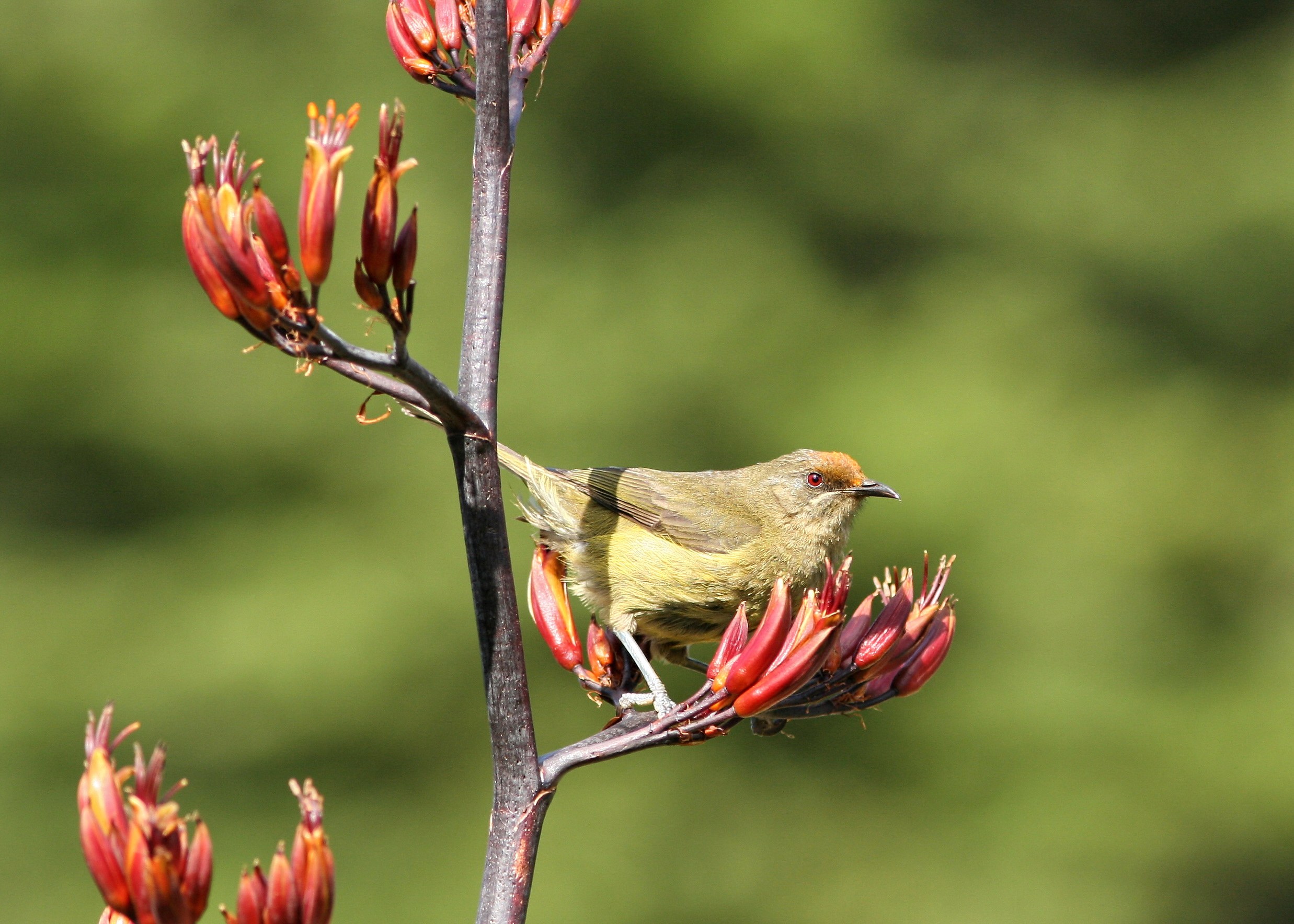
Femelle
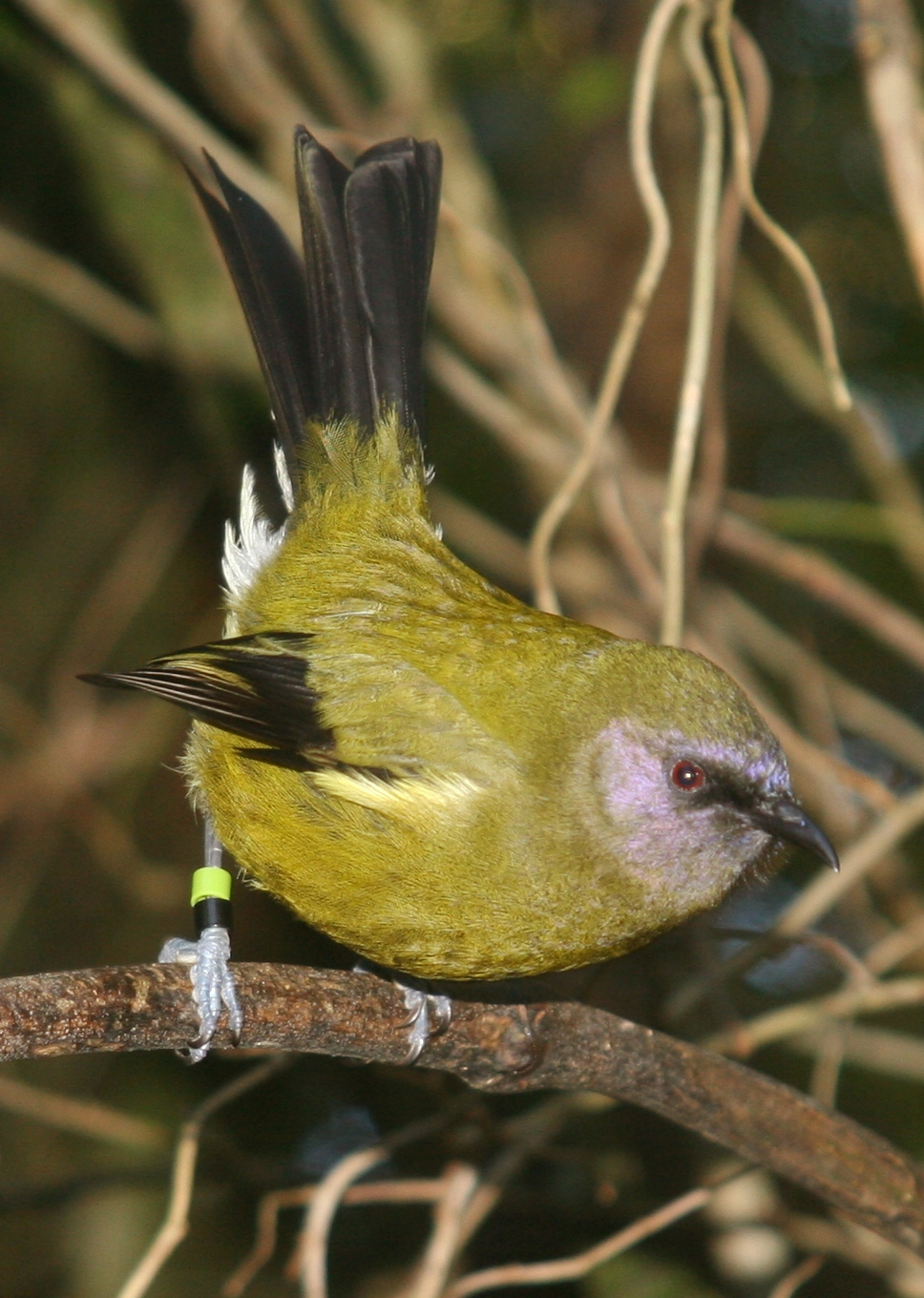
Mâle
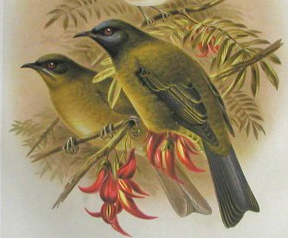
Couple